# Centre Mèdic Assuta Tel Aviv
El Centre Mèdic Assuta Tel-Aviv (en hebreu: אסותא מרכזים רפואיים) és un centre mèdic privat situat en el barri de Ramat HaHayal, en el nord de Tel-Aviv, Israel. El centre va ser establert en 1936. L'hospital realitza intervencions quirúrgiques i diagnòstic mèdic, el centre compta amb departaments de cardiologia, oncologia, ginecologia i urologia.

## Història
L'hospital va ser fundat a Tel-Aviv en 1936 per Ben-Zion Harel, un metge que més tard es va convertir en membre de la Knéset.Inicialment, l'hospital tenia una plantilla de 34 metges i 74 llits. L'arquitecte que va dissenyar l'edifici va ser Joseph Neufeld, un destacat defensor de l'estil internacional a Israel.

## Instal·lacions
En 2009, l'hospital d'Assuta es va mudar a un nou edifici al barri de Ramat HaHayal. Amb un espai de 90.000 metres quadrats (970.000 peus quadrats), és l'hospital privat més gran d'Israel. L'edifici va ser dissenyat per l'empresa canadenca Zeidler Partnership Architects, i per les companyies d'arquitectura israelianes Marcelo Brestovisky Architects and Town Planners i Moore Yaski Sivan Architects.
El centre mèdic Assuta és propietat dels serveis sanitaris del grup Maccabi. L'hospital té setze sales d'operacions i està certificat per dur a terme procediments quirúrgics en totes les branques de la medicina. Cada any s'hi fan al voltant de 17.000 operacions, que inclouen procediments quirúrgics complicats, com a cirurgia a cor obert i procediments neurològics.
L'hospital opera un laboratori de cateterisme cardíac i realitza tota mena de procediments de angiografia, inclosos els procediments diagnòstics i terapèutics, i la inserció de stent durant la angioplàstia.
Assuta és un dels set hospitals israelians que va rebre l'acreditació de la comissió conjunta internacional, una organització que estableix els estàndards de seguretat per a l'atenció mèdica.
L'hospital de Assuta realitza fecundacions in vitro (FIV). En 2002, la revista Human Reproduction Update va informar que es van realitzar 1.657 procediments de fecundació in vitro per un milió de persones a l'any a Israel, en comparació dels 899 procediments que es van realitzar a Islàndia, que va ser el segon en la llista.
Al centre de fertilitat de Assuta, un laboratori alberga 25 incubadores i 60,000 embrions humans congelats que s'emmagatzemen en nitrogen líquid. Mentre que el procediment és pagat per l'estat en hospitals públics, els pacients de Assuta han de pagar un co-pagament d'aproximadament 150 dòlars nord-americans.
En 2011, Assuta va guanyar la licitació per construir un nou centre mèdic en Asdod. Assuta opera quatre hospitals i quatre centres mèdics ambulatoris a Israel.
Els serveis d'Assuta a Asdod inclouran l'administració d'una sala d'emergències amb una estructura reforçada protegida d'atacs amb míssils, una sala de medicina interna, una sala de geriatria, una sala de pediatria, un centre de cardiologia, un institut d'oncologia i una sala de diàlisi. L'hospital tindrà un total de 105 llits i altres 100 llits per a hospitalitzacions breus.